# New Development Bank
A New Development Bank, vagy korábban BRICS Development Bank (NDB BRICS, magyarul: Új Fejlesztési Bank) egy, a BRICS-országok – azaz Brazília, Oroszország, India, Kína és a Dél-afrikai Köztársaság – által életre hívott multilaterális fejlesztési bank. Céljai között szerepel, hogy a Világbank és a Nemzetközi Valutaalap (IMF) alternatívájává váljon. A Bank célja erőforrások mobilizálása "infrastrukturális és fenntartható fejlődési projektek" céljaira a tagállamokban, valamint egyéb fejlődő országokban.

## Története
Az NDB létrehozását a BRICS-tagok 5. csúcstalálkozójukon határozták el, melyet a dél-afrikai Durban városában tartottak 2013. március 27-én.
2014. július 15-én, a brazíliai Fortalezában zajlott 6. BRICS csúcstalálkozón a tagok aláírták a dokumentumot a New Development Bank létrehozásáról. Az NDB székhelye Sanghaj lesz. Továbbá egy afrikai regionális központot is létrehoznak johannesburgi központtal.

## Szervezeti felépítése
Az elnökséget az alapító tagok rotációs rendszerben töltik majd be. A Bank első elnöke India delegáltja lesz, majd sorrendben Brazília, Oroszország, Dél-Afrika és Kína képviselője követi. Az Igazgatótanács első elnöke brazil lesz. A Bank Kormányzótanácsának első elnökét pedig Oroszország delegálhatja.
A tagországok kezdetben 10-10 milliárd amerikai dollárral járulnak hozzá a bank alaptőkéjéhez, majd az így összejött 50 milliárd dollárt később 100 milliárd dollárra emelik.
A tagok szavazati aránya megegyezik tőkerészesedésükkel. Egyik tag sem növelheti tőkerészesedését mind a másik négy tag beleegyezése nélkül. A Bank lehetőséget kínál új tagoknak is a csatlakozásra, ám a BRICS-országok tőkerészesedése nem csökkenhet 55% alá. Továbbá egyetlen később csatlakozó ország szavazati aránya sem haladhatja meg a 7%-ot.

## Feltételes Tartalék Megállapodás ("CRA")
A tagországok az NDB létrehozása mellett, egy Feltételes Tartalék Megállapodást ("Contingent Reserve Arrangement"; CRA) is aláírtak. Az országok a CRA-ban szintén 100 milliárd USD - feltételes - rendelkezésre bocsátását vállalták, az alábbi bontásban:
- Kína            41 milliárd USD
- Brazília        18 milliárd USD
- Oroszország     18 milliárd USD
- India           18 milliárd USD
- Dél-Afrika       5 milliárd USD

Ennek a tartaléknak a célja, hogy segítséget nyújtson a tagországok rövid távú fizetési mérleg problémái esetén. A megállapodás lehetőséget biztosít új államok felvételére is.

## Vélemények a bankalapításról
A brit The Guardian "A BRICS fejlesztési bankja megszabadíthatja Afrikát a Világbank zsarnokságától" címmel közölt írást, melyben az NDB-t mint a Világbank vetélytársát mutatja be. A lap kiemeli "a BRICS bankját olyan pénzügyi intézményként pozicionálják, mely a fejlődő országokat ellátja alternatív forrásokkal, de a hitelfelvevő országok politikáját gúzsba kötő - és a Világbank hitelezési gyakorlatára jellemző - büntető tételek nélkül. Az NDB szintén ígéri a fejlődő országoknak történő hitelezési folyamat gyorsítását, egyszerűbbé és olcsóbbá tételét." A Huffington Post cikkének címe: "Az új BRICS bank az alternatív világrend építőkockája". Az indiai média a helyes irányba tett lépésről beszél.
Maga a bankalapító megállapodás óvatosabban fogalmaz. Az egyezmény Célja és funkciója pontja szerint a pénzügyi forrásokat úgy kívánják felhasználni, hogy az "kiegészítse a multilaterális és regionális pénzügyi intézményeknek a világ növekedése és fejlesztése érdekében eddig tett erőfeszítéseit." Ezt a szemléletet erősítették meg a 6. BRICS csúcstalálkozó házigazdái is, amikor a Világbank-IMF párossal való konkurenciáról kaptak kérdést: "Nem konkurenciaként, hanem kiegészítőként kívánunk szolgálni" - hangsúlyozták a brazil diplomaták.
Kevésbé meghatározó jelentőségűnek látja az NDB megalapítását a brit The Economist, vezető gazdasági hetilap. Az előzményekkel kapcsolatban kiemelik, a Világbank és az IMF valóban nyugati dominanciájú szervezetek. Jellemző, hogy a világ jelenleg második legerősebb gazdaságával bíró Kína kevesebb szavazattal rendelkezik, mint a Benelux államok. Amerika és Európa ezidáig nem sietett az aránytalanság orvoslására. Ez azonban még nem jelenti, hogy a Világbank-IMF irányításával való elégedetlenség automatikusan sikerre ítélné az NDB-t. Egyfelől az alapító BRICS-országok rendkívül heterogén képet mutatnak. Túl azon, hogy valamennyien nagyok és fejlődőek, nem sok közös van bennük. Például Kína gazdasága 28-szor nagyobb, mint Dél-Afrikáé. Az egy főre jutó jövedelem Indiában alig az egytizede az oroszországi értéknek. Az országok egy része demokratikus berendezkedésű (Brazília, India, Dél-afrikai Köztársaság), míg mások (Kína, Oroszország) tekintélyelvűek. Ekkora különbözőségek nagyon nehézzé teszik a felek megegyezését még az olyan alapelveket illetően is, mint pl. hogy önmagukon kívül kinek nyújtsanak hitelt? A Bank székhelyének és vezetőségének kiválasztása is az együttműködés nehézségeire utal. A székhely Kínában lesz, az első elnök indiai. De egy brazil vezeti majd az Igazgatótanácsot és egy orosz a Kormányzótanácsot. Kérdés, valamennyien egy irányba húznak-e majd?

## Fordítás
- Ez a szócikk részben vagy egészben  a   New Development Bank című angol Wikipédia-szócikk ezen változatának fordításán alapul.  Az eredeti cikk szerkesztőit annak laptörténete sorolja fel. Ez a jelzés csupán a megfogalmazás eredetét és a szerzői jogokat jelzi, nem szolgál a cikkben szereplő információk forrásmegjelöléseként.